# Alphen aan den Rijn
Alphen aan den Rijn é uma cidade holandesa, na província de Holanda do Sul. Alphen foi fundada pelos romanos, que chamaram Castelo das Albanianas (em latim: Castellum Albanianae) ou Albaniana. Em 2022, tinha uma população de 897 habitantes.

## Geografia
Alphen aan den Rijn está localizado no Reno Velho, o que explica a extensão do nome. Alphen é atravessada por vários rios e canais, incluindo o Aar, o Kromme Aar, o Gouwe, o Canal de l'Aar e o Heimanswetering.